# Бапча
Бапча је насељено место у саставу Града Велике Горице, у Туропољу, Хрватска.

## Становништво
| Националност       | 1991.        |
| Хрвати             | 137 (98,56%) |
| Срби               | 1 (0,71%)    |
| Југословени        | 0            |
| остали и непознато | 1 (0,71%)    |
| Укупно             | 139          |